# Podział administracyjny Madagaskaru

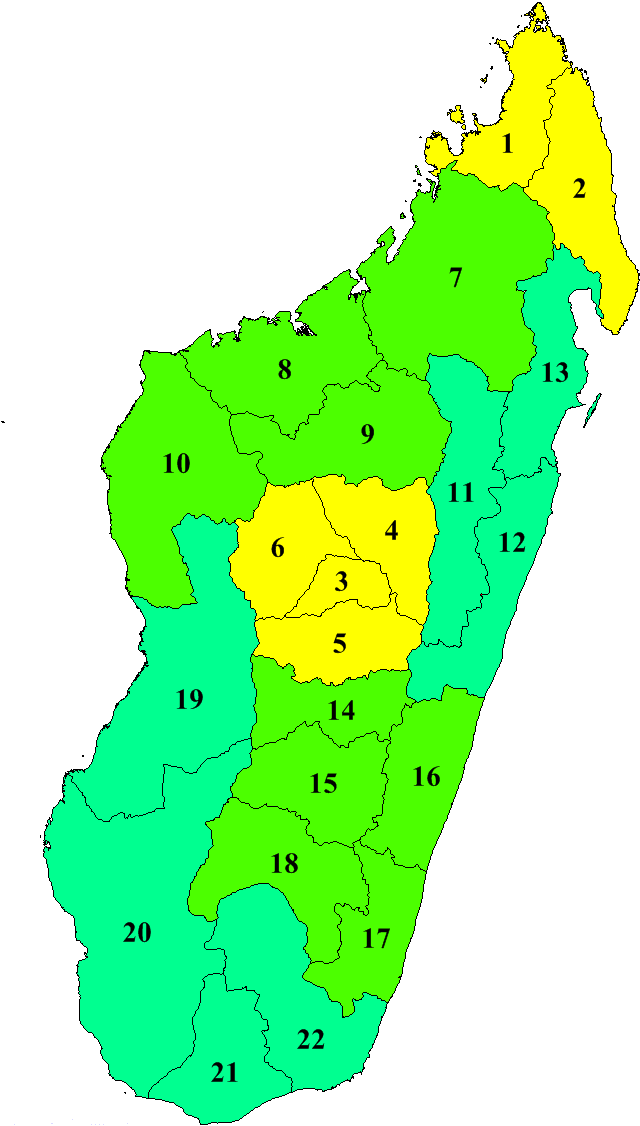
Regiony Madagaskaru

Podział administracyjny Madagaskaru – Madagaskar podzielony jest na 22 regiony (faritra), które z kolei dzielą się na 119 dystryktów (departamenta). Dystrykty podzielone są na 1 579 gmin (kaominina), a te na 17 485 fokontany.

## Podział na regiony
| Regiony | Dawne prowincje | Ludność w 2004 |
| --- | --------------- | -------------- |
| Diana (1), Sava (2)                                                                                        | Antsiranana     | 1 291 100      |
| Itasy (3), Analamanga (4), Vakinankaratra (5), Bongolava (6)                                               | Antananarywa    | 5 370 900      |
| Sofia (7), Boeny (8), Betsiboka (9), Melaky (10)                                                           | Mahajanga       | 1 896 000      |
| Alaotra-Mangoro (11), Atsinanana (12), Analanjirofo (13)                                                   | Toamasina       | 2 855 600      |
| Amoron'i Mania (14), Haute Matsiatra (15), Vatovavy-Fitovinany (16), Atsimo-Atsinanana (17), Ihorombe (18) | Fianarantsoa    | 3 730 200      |
| Menabe (19), Atsimo-Andrefana (20), Androy (21), Anosy (22)                                                | Toliara         | 2 430 100      |

## Dawne prowincje
W 1946, kiedy Madagaskar był jeszcze kolonią Francji, został utworzony w nim podział na prowincje. Początkowo było ich 5, a szósta (Diego Suarez/Antsiranana), została utworzona później, choć przed wyborami w 1957. Ten sam podział na prowincje (faritany mizakatena) został utrzymany po uzyskaniu przez kraj niepodległości w 1960 roku. W roku 2004 wprowadzono, jako jednostki administracyjne drugiego rzędu, regiony (faritra). W 2007, w wyniku referendum konstytucyjnego, zniesiono prowincje, ustanawiając regiony jednostkami podziału administracyjnego pierwszego rzędu.
|   | Prowincja    | Stolica      | Powierzchnia (w km²) | Ludność (dane na rok 2001) |  |
| - | ------------ | ------------ | -------------------- | -------------------------- |  |
| 1 | Antananarywa | Antananarywa | 58 283               | 4 580 788                  |  |
| 2 | Antsiranana  | Antsiranana  | 43 406               | 1 188 425                  |  |
| 3 | Fianarantsoa | Fianarantsoa | 103 272              | 3 366 291                  |  |
| 4 | Mahajanga    | Mahajanga    | 150 023              | 1 733 917                  |  |
| 5 | Toamasina    | Toamasina    | 71 911               | 2 593 063                  |  |
| 6 | Toliara      | Toliara      | 161 405              | 2 229 550                  |  |